# Рионеро-ин-Вультуре
Рионеро-ин-Вультуре (итал. Rionero in Vulture) — коммуна в Италии, расположена в области Базиликата, подчиняется административному центру Потенца.
Население составляет 13 423 человека, плотность населения составляет 253 чел./км². Занимает площадь 53 км². 
Почтовый индекс — 85028. Телефонный код — 0972.
Покровителями коммуны почитаются Богоматерь Кармельская и святой апостол и евангелист Марк, день его памяти ежегодно отмечается 25 апреля.